# Agapetus danbang
Agapetus danbang är en nattsländeart som beskrevs av Olah 1988. Agapetus danbang ingår i släktet Agapetus och familjen stenhusnattsländor. Inga underarter finns listade i Catalogue of Life.